# Ноттоваракка
Но́ттоваракка — деревня в составе Сосновецкого сельского поселения Беломорского района Республики Карелия.

## Общие сведения
Расположена на автодороге «Кола».

## Население
| 2002 | 2009 | 2010 | 2013 |
| ---- | ---- | ---- | ---- |
| 1    | →1   | →1   | ↘0   |

## Известные уроженцы
В деревне родился К. Ф. Филатов (1929—2008) — председатель Президиума Верховного Совета Карельской АССР.